# Francesco Pignatone
Francesco Pignatone (San Cataldo, 30 marzo 1923 – Palermo, 29 ottobre 2006) è stato un politico italiano.

## Biografia
Laureato in Lettere, insegnante di latino al liceo di Caltanissetta, fu esponente di primo piano della Democrazia Cristiana nissena subito dopo la guerra. 
Fu eletto a soli 25 anni nel 1948 deputato alla Camera nella I legislatura, nel collegio Sicilia occidentale per la lista della DC e fece parte della commissione Istruzione e Belle arti.
Riconfermato nel 1953 nella seconda legislatura, dove fu in commissione Lavori pubblici, fu vicino alle posizioni di Giovanni Gronchi, allora presidente della Camera.
Non rieletto nel 1958, divenne in quegli anni uno dei teorici del Milazzismo, si dimise dalla DC e fu segretario politico dell'Unione Siciliana Cristiano Sociale il partito fondato da Silvio Milazzo. 
Nel febbraio 1960 fu presidente dell'ERAS, l'Ente per la riforma agraria siciliana. Finita la stagione milazzista dopo la sconfitta alle regionali del 1963, tornò nella DC e fu a lungo presidente dell'ESPI, Ente Siciliano per la Promozione Industriale (1968-1971 e 1985-1993)), uno dei tre enti economici regionali pubblici siciliani (ESPI, EMS, AZASI) dei quali fu infine nominato commissario unico straordinario nel 1996 dal governo del PPI Matteo Graziano fino al 1998.
Il figlio Giuseppe Pignatone è stato procuratore aggiunto a Palermo (2000-2008) e procuratore di Reggio Calabria (2008-2012) e di Roma (2012-2019).